# Ludvík XIII.

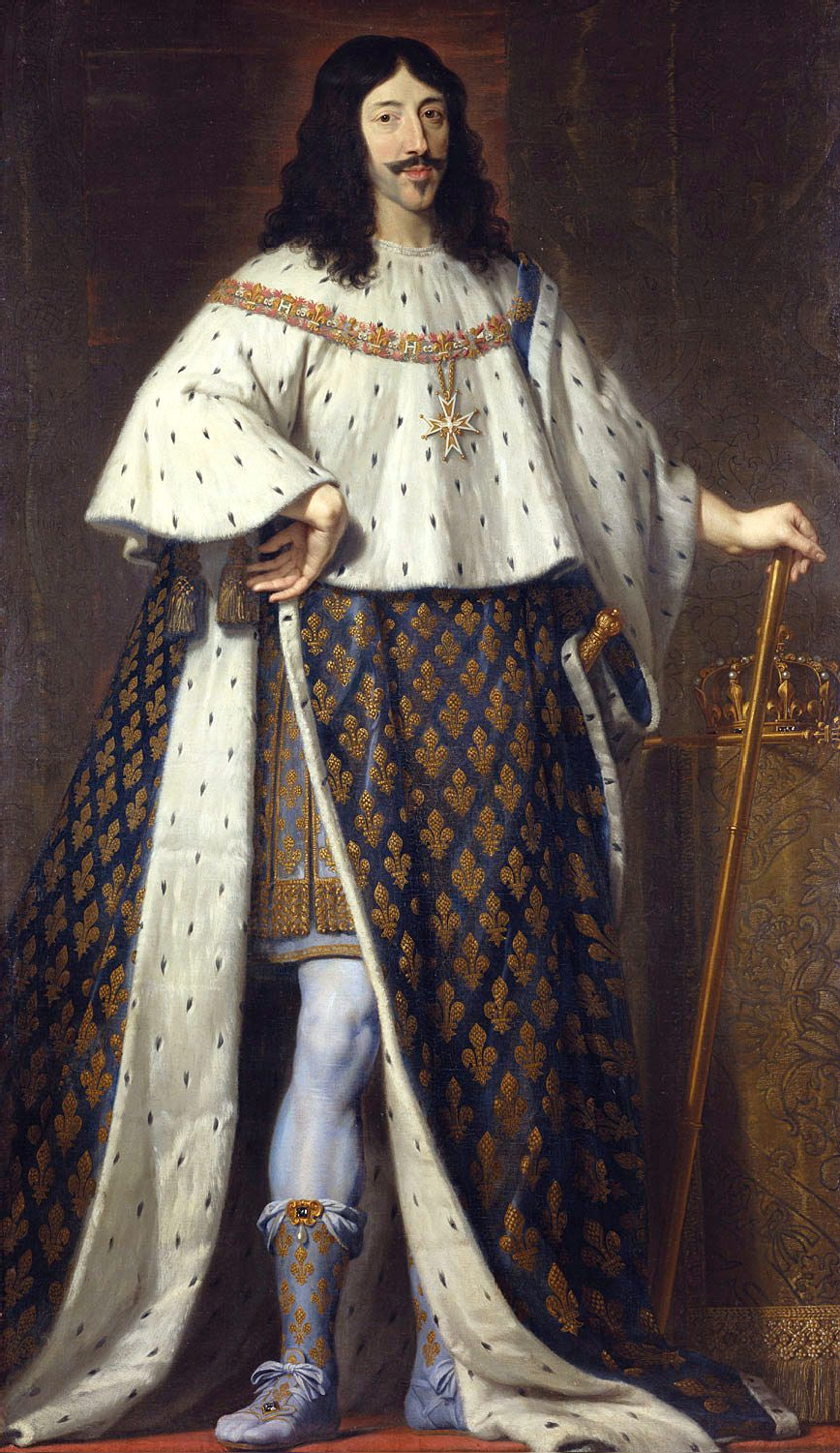
Ludvík XIII.

Ludvík XIII. (27. září 1601, zámek ve Fontainebleau – 14. května 1643, Saint-Germain-en-Laye), zvaný Spravedlivý, byl král Francie a Navarry (jako Ludvík II.), formálně od roku 1610, fakticky od roku 1617, do své smrti. Po většinu jeho vlády byl jeho prvním ministrem kardinál Richelieu. Význam pro vnitřní politiku mělo omezení moci francouzské šlechty a zrušení některých privilegií udělených hugenotům Ediktem nantským. Doba Ludvíka XIII. se stala dějištěm řady proslulých románů, např. Tří mušketýrů. Sám Ludvík XIII. byl mimořádně manuálně zručný, velice rád připravoval různé pokrmy. Jeho hlavní vášně však byly hudba a sokolnictví. Za svůj život zkomponoval desítky drobných skladeb a motet.

## Život

### Regentská vláda Marie Medicejské
Byl nejstarším synem krále Jindřicha Navarrského z rodu Bourbonů a Marie z rodu Medici. O jeho životě máme prvních 27 let velmi podrobné informace, které zaznamenal jeho hlavní lékař Jean Héroard ve svém Deníku Jeana Héroarda, lékaře dauphina, pozdějšího francouzského krále Ludvíka XIII. (Le Journal de Jean Héroard, médecin du dauphin, puis roi de France, Louis XIII). Králem se stal již v devíti letech, po otcově zavraždění náboženským fanatikem. Regentkou byla stanovena královna matka. Byl mrzoutským a samotářským dítětem, o kterého se starala nikoliv jeho matka, ale kuchaři, panoši, komorníci a vychovatelé. Matka doufala, že zanedbáváním jeho výchovy a prohlašováním jeho mentální slabosti a zaostalosti (král občas koktal) prodlouží jeho nezletilost a tak svou regentskou vládu. Byla ovládána Leonorou Galigai, svou soukojenkou a jejím manželem Concinim. Oběma zajistila vysoké tituly (maršál d'Acre) a vysoké příjmy. Ač Jindřich IV. důsledně prosazoval protišpanělskou politiku, která tolik ovlivnila i jeho syna, Marie Medicejská dojednala Ludvíkův sňatek se španělskou infantkou Annou Rakouskou a naproti tomu se španělský následník trůnu, budoucí Filip IV. Španělský oženil s Ludvíkovou sestrou Alžbětou. Ludvík se ve věku šestnácti let rozhodl provést převrat, během nějž byl zavražděn Concini, jeho manželka byla popravena za čarodějnictví a Ludvíkova matka, společně se svým sekretářem Richelieuem, internována. Dle svého prohlášení se teprve tehdy stal králem. Zemi i krále i nadále oslabovaly vnitřní války mezi ním, matkou a vysokou šlechtou.

### Ludvíkova vláda
Vztah mezi Ludvíkem a Richelieuem je předmětem historických pojednání i románů. Biskup z Luconu, Armand Jean du Plessis, kardinál de Richelieu byl původně sekretářem královny, ale v pravý čas krále upozornil na svou loajalitu. Ludvík měl nejprve obavu z agilního a nebezpečného preláta, ale později v důsledku působení otce Josefa, mystického kapucína, došlo k setkání krále s kardinálem a nic poté nebránilo Richelieuovu vstupu do královské Rady s tím, že se posléze stal na dlouhá léta královým prvním ministrem. Richelieu byl oddaný králi a Francii. Ludvík se však s jeho takřka neomezenou mocí často špatně smiřoval.
Ludvík XIII. se účastnil osobně celé řady bitev, přičemž prokázal vojevůdcovský talent. Příkladem jím osobně vedené bitvy je např. bitva u Ponts-de-Cé. Jiných bitev se naopak z důvodu špatného zdravotního stavu neúčastnil, např. obležení La Rochelle. 
Roku 1635 na příkaz Ludvíka XIII. byla založena v Paříži botanická zahrada na pěstování „lékařských“ rostlin; dostala název Jardin du Roi a stala se základem budoucí slavné Jardin des plantes.
Ludvíkovi se připisuje velký podíl na zavedení módy dlouhých kučeravých paruk, dominujících až do Francouzské revoluce.

## Manželství
9. listopadu 1615 došlo na ostrově Bidassoa k výměně princezny Alžběty Bourbonské, která se provdala za prince Asturského, příštího Filipa IV., za španělskou infantku Annu Rakouskou, které se dne 25. listopadu 1615 provdala za Ludvíka XIII. v katedrále sv. Ondřeje v Bordeaux. Během jejich svatební noci došlo ke dvěma pokusům o naplnění manželství. Oběma novomanželům bylo tehdy 14 let a nebrali se z vlastní vůle, ale z vůle svých rodičů.
Ludvík XIII. byl dne 16. ledna 1619 pozván svou nevlastní sestrou Kateřinou Jindřiškou Bourbonskou, vévodkyní de Vendôme, aby byl přítomen naplnění jejího manželství s Karlem II. Lotrinským, vévodou d'Elbeuf. Na konci ledna téhož měsíce byl král přesvědčován svým přítelem Charlesem de Luynes, aby šel ke královně a naplnil manželství. Podařilo se mu sice krále přesvědčit, ale nakonec jej musel ke královně donést ve svém náručí.
První těhotenství královny proběhlo v roce 1622. Královna se však vracela v Louvru ze slavnosti a při hře s vévodkyní de Luynes a slečnou de Verneuil uklouzla na leštěné podlaze. Následoval potrat. Král se velice rozzuřil, vypověděl obě šlechtičny ode dvora a ke královně zaujal velice kritický postoj, který jej provázel celý život. Královna byla znovu těhotná v roce 1630, ale i pak následoval potrat.
Teprve 5. prosince 1637 se podařilo kapitánovi královských gardistů panu de Guitaut přesvědčit krále, který se vracel od své platonické lásky Louisy de La Fayette, z jejího řeholního útočiště v klášteře salesiánek v Paříži, aby strávil noc s královnou v Louvru. V důsledku toho bylo 30. ledna 1638 na zámku v Saint-Germain oficiálně oznámeno těhotenství královny. První přeživší dítě královského páru přišlo na svět přesně 9 měsíců po svém početí, tj. 5. září 1638, a byl jím syn, dauphin Ludvík V. de Viennois, budoucí Ludvík XIV. O dva roky později přišel na svět druhý syn Filip. 

## Smrt
Ludvík XIII. byl celý život často nemocný. Od rané dospělosti trpěl opakovanými záněty střev provázející střevní tuberkulózu. V březnu 1643 Ludvík XIII. naposledy onemocněl, následníkovi trůnu v té době byly 4 roky a kardinál de Richelieu byl necelý rok po smrti. Od 21. dubna 1643 již král nebyl schopen opustit lůžko. Vědom si toho, že umírá, nechal provést 22. dubna 1643 slavnostní křest dauphina, který se obvykle konal v sedmi letech, považovaných v té době za věk rozumu. Kmotrou dauphina Ludvíka byla Charlotta Marguerite de Montmorency, princezna de Condé a kmotrem byl kardinál Jules Mazarin. Král v době svého dlouhého a bolestivého umírání upravil jednu za svých dřívějších skladeb De profundis tak, aby mohla být zpívána při jeho pohřbu. 11. května 1643 obdržel král poslední pomazání. Dne 14. května 1643 upadl král do deliria. Těsně před svou smrtí téhož dne měl vidění, ve kterém viděl bitvu u Rocroi, která proběhla až 19. května 1643. Král zesnul na svém zámku v Saint-Germain. Dle pitevního záznamu trpěl král generalizovanou tuberkulózou. Dne 19. května 1643 bylo jeho tělo pohřbeno v katedrále Saint-Denis, jeho srdce bylo pohřbeno do vitríny srdcí v Jezuitského kostela svatého Ludvíka. Jeho orgány byly uloženy do urny a pohřbeny v katedrále Notre-Dame v Paříži, kde jsou pohřbeny dodnes. V důsledku rozhodnutí Konventu o profanaci královských hrobek, byly jeho tělesné pozůstatky uložené v bazilice Saint-Denis v říjnu 1793 spolu s ostatky ostatních pohřbených Bourbonů, popř. i jiných významných osobností, vysypány do společného hrobu. Teprve po skončení Francouzské revoluce byla z příkazu Ludvíka XVIII. z 19. 1. 1817 znovu vytvořena královská nekropole v bazilice Saint-Denis a kosterní pozůstatky z hromadného hrobu byly přeneseny do společné kostnice. Srdce Ludvíka XIII. je v nyní uloženo ve vitríně srdcí (L'armoire des cœurs royaux) v bazilice Saint-Denis.

### Závěť
22. dubna 1643 oznámil král královně, že ji v případě své smrti jmenuje regentkou po dobu nezletilosti dauphina. Týž den nechal svým ministrům, přečíst svou závěť, v níž určoval královnou Annu Rakouskou regentkou po dobu nezletilosti dauphina a svého bratra Gastona Orleánského ustanovil správcem království. Dále určil Radu složenou ze tehdejších ministrů, a jejím posláním bude královně pomáhat vládnout. Předseda Rady měl být Gaston Orleánský a v jeho nepřítomnosti potom Jindřich II., kníže de Condé a kardinál Jules Mazarin. 

## Vývod z předků
|                |                          |  |                           |                         |  |  |  |  |  |  |  | František Bourbonský |
|                |                          |  |                           |                         |  |  |  |  |  |  |  |                      |
|                | Karel IV. Bourbonský     |  |                           |                         |  |  |  |  |  |  |  |                      |
|                |                          |  |                           |                         |  |  |  |  |  |  |  |                      |
|                |                          |  |                           | Marie Lucemburská       |  |  |  |  |  |  |  |                      |
|                |                          |  |                           |                         |  |  |  |  |  |  |  |                      |
|                | Antonín Bourbonský       |  |                           |                         |  |  |  |  |  |  |  |                      |
|                |                          |  |                           |                         |  |  |  |  |  |  |  |                      |
|                |                          |  |                           | René z Alençonu         |  |  |  |  |  |  |  |                      |
|                |                          |  |                           |                         |  |  |  |  |  |  |  |                      |
|                | Františka z Alençonu     |  |                           |                         |  |  |  |  |  |  |  |                      |
|                |                          |  |                           |                         |  |  |  |  |  |  |  |                      |
|                |                          |  |                           | Markéta Lotrinská       |  |  |  |  |  |  |  |                      |
|                |                          |  |                           |                         |  |  |  |  |  |  |  |                      |
|                | Jindřich IV. Francouzský |  |                           |                         |  |  |  |  |  |  |  |                      |
|                |                          |  |                           |                         |  |  |  |  |  |  |  |                      |
|                |                          |  |                           | Jan III. Navarrský      |  |  |  |  |  |  |  |                      |
|                |                          |  |                           |                         |  |  |  |  |  |  |  |                      |
|                | Jindřich II. Navarrský   |  |                           |                         |  |  |  |  |  |  |  |                      |
|                |                          |  |                           |                         |  |  |  |  |  |  |  |                      |
|                |                          |  |                           | Kateřina Navarrská      |  |  |  |  |  |  |  |                      |
|                |                          |  |                           |                         |  |  |  |  |  |  |  |                      |
|                | Jana III. Navarrská      |  |                           |                         |  |  |  |  |  |  |  |                      |
|                |                          |  |                           |                         |  |  |  |  |  |  |  |                      |
|                |                          |  |                           | Karel z Angoulême       |  |  |  |  |  |  |  |                      |
|                |                          |  |                           |                         |  |  |  |  |  |  |  |                      |
|                | Markéta z Angoulême      |  |                           |                         |  |  |  |  |  |  |  |                      |
|                |                          |  |                           |                         |  |  |  |  |  |  |  |                      |
|                |                          |  |                           | Luisa Savojská          |  |  |  |  |  |  |  |                      |
|                |                          |  |                           |                         |  |  |  |  |  |  |  |                      |
| 'Ludvík XIII.' |                          |  |                           |                         |  |  |  |  |  |  |  |                      |
|                |                          |  |                           |                         |  |  |  |  |  |  |  |                      |
|                |                          |  | Giovanni dalle Bande Nere |                         |  |  |  |  |  |  |  |                      |
|                |                          |  |                           |                         |  |  |  |  |  |  |  |                      |
|                | Cosimo I. Medicejský     |  |                           |                         |  |  |  |  |  |  |  |                      |
|                |                          |  |                           |                         |  |  |  |  |  |  |  |                      |
|                |                          |  |                           | Maria Salviati          |  |  |  |  |  |  |  |                      |
|                |                          |  |                           |                         |  |  |  |  |  |  |  |                      |
|                | František I. Medicejský  |  |                           |                         |  |  |  |  |  |  |  |                      |
|                |                          |  |                           |                         |  |  |  |  |  |  |  |                      |
|                |                          |  |                           | Pedro Álvarez de Toledo |  |  |  |  |  |  |  |                      |
|                |                          |  |                           |                         |  |  |  |  |  |  |  |                      |
|                | Eleonora Toledská        |  |                           |                         |  |  |  |  |  |  |  |                      |
|                |                          |  |                           |                         |  |  |  |  |  |  |  |                      |
|                |                          |  |                           | Maria Osorio            |  |  |  |  |  |  |  |                      |
|                |                          |  |                           |                         |  |  |  |  |  |  |  |                      |
|                | Marie Medicejská         |  |                           |                         |  |  |  |  |  |  |  |                      |
|                |                          |  |                           |                         |  |  |  |  |  |  |  |                      |
|                |                          |  |                           | Filip I. Kastilský      |  |  |  |  |  |  |  |                      |
|                |                          |  |                           |                         |  |  |  |  |  |  |  |                      |
|                | Ferdinand I. Habsburský  |  |                           |                         |  |  |  |  |  |  |  |                      |
|                |                          |  |                           |                         |  |  |  |  |  |  |  |                      |
|                |                          |  |                           | Jana I. Kastilská       |  |  |  |  |  |  |  |                      |
|                |                          |  |                           |                         |  |  |  |  |  |  |  |                      |
|                | Johana Habsburská        |  |                           |                         |  |  |  |  |  |  |  |                      |
|                |                          |  |                           |                         |  |  |  |  |  |  |  |                      |
|                |                          |  |                           | Vladislav Jagellonský   |  |  |  |  |  |  |  |                      |
|                |                          |  |                           |                         |  |  |  |  |  |  |  |                      |
|                | Anna Jagellonská         |  |                           |                         |  |  |  |  |  |  |  |                      |
|                |                          |  |                           |                         |  |  |  |  |  |  |  |                      |
|                |                          |  |                           | Anna z Foix a Candale   |  |  |  |  |  |  |  |                      |
|                |                          |  |                           |                         |  |  |  |  |  |  |  |                      |